# BFM Paris Île-de-France
Pour les articles homonymes, voir BFM.
BFM Paris Île-de-France était une chaîne de télévision française d'information régionale en continu, traitant de l'actualité de la région Île-de-France. Elle est la 1re déclinaison locale de BFM TV du groupe RMC BFM, elle fait partie du réseau BFM Locales.
Elle succède à BFM Business Paris, une généraliste locale privée lancée en 2010. Elle est lancée sous le nom de BFM Paris le 7 novembre 2016 à 19 h sur la TNT francilienne, (sauf outre-mer), le câble, la télévision par internet (OTT), la télévision mobile personnelle (sur smartphones et tablettes) et en lecture en continu sur Internet.
Elle est présentée comme « la plus grosse chaîne d’infos locales en France » et est dotée de trente-sept journalistes, des scooters, et une vingtaine de smartphones qui remplacent les caméras habituelles.
Le budget annuel de la chaîne était de 6 millions d'euros mais devait rapidement passer à 10 millions d'euros[Quand ?], selon Alain Weill directeur général de SFR Média.
Depuis sa création en 2016, l’antenne accumule les déboires financiers, perdant entre deux à trois millions d’euros chaque année ce qui entraîne sa disparition le 14 mars 2025, après 9 ans d'existence.

## Histoire de la chaîne

### Genèse
L'idée d'une chaîne d'information parisienne n'est pas nouvelle, puisqu'elle remonte à 2006. Le 25 juillet 2006, le CSA lance un appel à candidatures pour quatre chaînes locales diffusées sur la TNT en région parisienne. Il reçoit 22 candidatures dont le projet BFM Paris TV porté par le groupe NextRadioTV. Finalement, le projet n'est pas sélectionné à l'issue de la candidature, le 5 juin 2007,.
En novembre 2010, BFM Radio devient BFM Business à l'occasion du lancement d'une chaîne de télévision d'information financière. Ainsi, le 22 novembre, BFM Business devient à la fois une radio et une télévision, ce qui est présenté comme « un média unique au monde » par NextRadioTV. La chaîne est notamment diffusée sur le canal de ex-Cap 24 (sous le nom de BFM Business Paris pour les trois heures quotidiennes de décrochage local en Île-de-France) rachetée par le groupe NextRadioTV en juin 2010. La chaîne vise toujours les catégories socio-professionnelles supérieures, en particulier les cadres.
À la suite du rachat de NextRadioTV par SFR et d'un profond changement de la structure, le groupe annonce de nombreux projets dont une chaîne d'information locale parisienne, baptisé BFM Paris. Pour lancer la chaîne, le groupe décide de réutiliser le canal francilien qu'elle dispose sur la TNT, alors occupé par BFM Business Paris. Le CSA accepte le changement de chaîne en juillet 2016. Le lancement initialement prévu en octobre, a finalement eu lieu le 7 novembre 2016. Le modèle de la chaîne sert de laboratoire à NextRadioTV pour le développement de nouvelles chaînes locales, puisqu'elle est la première du groupe.

### Le lancement de la chaîne
Le lancement de la chaîne a lieu le 7 novembre 2016 à 19 h. Ce soir là, la maire de Paris, Anne Hidalgo accompagne ce lancement.
La première grille des programmes, inspirée des chaînes locales américaines News 12 Networks, est composée de la matinale Bonjour Paris de 6 h à 9 h en semaine (présentée par Maxime Cogny et Aurélie Blonde) et de Paris Express (info en continu) le reste de la journée. Par la suite, la matinale est décalée de 6 h 30 à 9 h 30 et Paris Express le soir est présentée par les journalistes de la chaîne.
À la rentrée 2018, la chaîne étoffe sa grille. En effet, la chaîne se dote de deux nouvelles tranches : une matinale le week-end, Paris Week-end (présenté par Jeanne Daudet et Stéphane Jobert), ainsi que la tranche du soir Bonsoir Paris (présenté par Fanny Wegscheider et Tanguy de Lanlay)[réf. nécessaire]. De plus, Thomas Joubert, ex-figure d'Europe 1, présente la matinale Bonjour Paris aux côtés d'Aurélie Blonde.
En décembre 2018, Aurélie Blonde quitte la matinale pour rejoindre LCI. Daniela Prepeliuc quitte le groupe pour la RTBF. Thomas Joubert continue à présenter la matinale seul[source secondaire souhaitée].
En fin de saison, le directeur de la rédaction, Alexis Delahousse quitte BFM Paris et est remplacé par le directeur de la rédaction de RMC, Philippe Antoine.
Le 22 mars 2022 à 6 h 30, la chaîne BFM Paris est renommée pour devenir BFM Paris Île-de-France.

### Disparition
En décembre 2024, la fin de BFM Paris Île-de-France est annoncée par la presse française en raison de pertes financières annuelles importantes (2 à 3 millions d'euros) qui déplaisent au nouveau propriétaire, Rodolphe Saadé. BFM Paris Île-de-France devrait donc fermer ses portes au premier trimestre 2025.
La chaîne cesse d'émettre à partir du 14 mars 2025, elle affiche désormais un message indiquant l'arrêt de diffusion de ses programmes dès le vendredi 14 mars au matin même. « La chaîne BFM Paris Île-de-France arrêtera d’émettre à compter du 14 mars. Tous les contenus d’info locale francilienne resteront à retrouver sur bfmtv.com. Rendez-vous dès maintenant sur l'ensemble des antennes radio/TV du groupe RMC BFM. », annonce ainsi le message de la chaîne.
Depuis le 14 mars 2025 à 23 h 50, la chaîne BFM Paris Île-de-France rediffuse uniquement les mêmes reportages en boucle toutes heures. La chaîne reste active pour le moment sur les box des différents opérateurs, mais a disparu du canal 30 de la TNT en Île-de-France et sur le streaming live du site de BFM TV et de RMC BFM Play.

## Identité visuelle

### Habillages et logos
Depuis le mercredi 22 janvier 2020, BFM Paris et BFM Lyon ont droit à un nouvel habillage. Il est calqué sur celui réalisé à la rentrée 2019 par l'agence Gédéon pour BFM TV.

Logo de BFM Paris du 7 novembre 2016 au 21 mars 2022.
Logo de BFM Paris Île-de-France du 22 mars 2022 au 10 juillet 2024.
Logo de BFM Paris Île-de-France du 10 juillet 2024 au 14 mars 2025.

### Slogans
- de 7 novembre 2016 au 21 mars 2022 : « La chaine info 100% Paris »
- de 22 mars 2022 au 14 mars 2025 : « La chaine info 100% Île-de-France »

## Organisation

### Dirigeants et effectifs
Président-directeur général de RMC BFM
- de novembre 2000 à juin 2021 : Alain Weill
- de juillet 2021 à 2 juillet 2024 : Arthur Dreyfuss
- depuis juillet 2024 : Nicolas de Tavernost

Directeur Général délégué, chargé de l’information et du sport du pôle audiovisuel
- depuis juillet 2019 : Hervé Beroud

Directeur Général
- de décembre 2020 à juillet 2023 : Philippe Benayoun
- de juillet 2023 à  janvier 2025 : Philippe Antoine
- depuis janvier 2025 : Arnaud de Courcelles

Directrice de la rédaction
- de juin 2019 à juin 2023 : Philippe Antoine
- depuis juin 2023 : Camille Langlade

### Sièges
Le siège de BFM Paris Île-de-France se situe dans le 15e arrondissement de Paris, au siège de NextRadioTV de novembre 2016 à octobre 2018. La chaîne déménage au Altice Campus qui se situe au 2 rue du Général-Alain-de-Boissieu, toujours dans le 15e arrondissement. Elle rejoint les locaux de RMC Story, RMC Découverte, RMC Sport, BFM TV, BFM Radio, BFM Business, les sièges du réseau BFM Régions et d’Altice Média. Elle diffusait depuis le studio 6 avant de déménager dans un autre studio automatisé du campus en 2021, le studio 7, sur le modèle des autres BFM Régions.

## Grille des programmes
BFM Paris Île-de-France diffuse des programmes d'informations locales en continue. En décembre 2022, la grille des programmes se composait tel que :

### Émissions principales
Bonjour l’Île-de-France (6 h 30 - 9 h 30) - Lundi au vendredi
L’émission matinale est présentée par Marguerite Dumont, avec Djena Tsimba, elle est produite en direct de 6 h 30 à 9 h 30. L'émission accompagne les téléspectateurs pour démarrer leur journée avec des informations en temps réel sur la vie locale au travers de duplex, reportages, chroniques et des interviews d’actualité, les prévisions de la météo et les conditions de circulation et transports.
Bonsoir l’Île-de-France (18 h - 20 h) - Lundi au vendredi
L'émission du soir est présentée par Alexia Elizabeth, elle est produite en direct de 18 h à 20 h. L'émission accompagne les téléspectateurs les dernières informations de la journée en temps réels sur la vie locale au travers de duplex, reportages, chroniques et des interviews d’actualité, les prévisions de la météo et les conditions de circulation et transports.
Île-de-France Week-End (8 h - 13 h) - Samedi et dimanche
L’émission est présenté par Marie Roux, elle est produite en direct de 8 h à 13 h. L’émission accompagne les téléspectateurs à retrouver l’essentiel de l’actualité du week-end, ainsi que vos rendez-vous culturels. Au programme : des idées sorties, des interviews d’artistes et des reportages loisirs.

## Journalistes

### Journalistes actuels
- Colas Bedoy
- Constance Bostoen
- Marguerite Dumont
- Alexia Elizabeth
- Julien Taxis
- Djena Tsimba
- Ariane Limozin
- Marie Roux
- Laetitia Nallet

### Chroniqueurs
Météo
- Kévin Floury
- Marc Hay
- Virgilia Hess
- Loïc Rivières
- Julien Rifflet

## Diffusion
BFM Paris Île-de-France proposait sa diffusion sur la TNT, via le Câble, l'ADSL ou la Fibre, via l'Internet de Molotov TV et également ses programmes via son site internet et son application mobile.